# Whitey Ford
Edward Charles „Whitey“ Ford (* 21. Oktober 1928 in New York City, New York; † 8. Oktober 2020 in Lake Success, New York) war ein US-amerikanischer Baseballspieler in der Major League Baseball (MLB) auf der Position des Pitchers. Seine Spitznamen als Spieler waren The Chairman of the Board oder Slick.

## Leben
Whitey Ford wurde in New York geboren und im Jahre 1947 von den New York Yankees als Pitcher verpflichtet. Am 1. Juli 1950 gab er sein Debüt in der Major League gegen die Boston Red Sox als Einwechselwerfer. Bereits am 17. Juli konnte er seinen ersten Sieg als Pitcher feiern, dem weitere acht Erfolge in den nächsten Spielen folgten. Gleich in seinem ersten Jahr kam Ford auch in der World Series zum Einsatz. Im vierten Spiel warf er 8 2/3 Innings und sicherte den Yankees den Titel. Die nächsten beiden Jahre verbrachte Ford dann beim Militär.
1953 kehrte er zu den Yankees zurück und setzte seine einzigartige Sportlerkarriere fort. Achtmal wurde Ford in seiner Karriere zum All Star berufen und gewann 1961 den Cy Young Award. Bis heute ist er der Linkshänder der Yankees mit den meisten Siegen als Pitcher (236). Roger Clemens feierte zwar seinen 300. Sieg als Yankee, gewann aber für die New Yorker nur 77 Spiele. Red Ruffing, der diese Liste der Yankees für Rechtshänder anführt, gewann von seinen 237 Siegen 231 für das Team aus der Bronx.
Ford, dem wegen seiner blonden, fast weißen Haare der Name Whitey gegeben wurde, war ein brillanter Pitcher, der den Schlagmännern durch sein überlegtes Spiel und sein großes Wurfrepertoire immer große Schwierigkeiten bereitete.

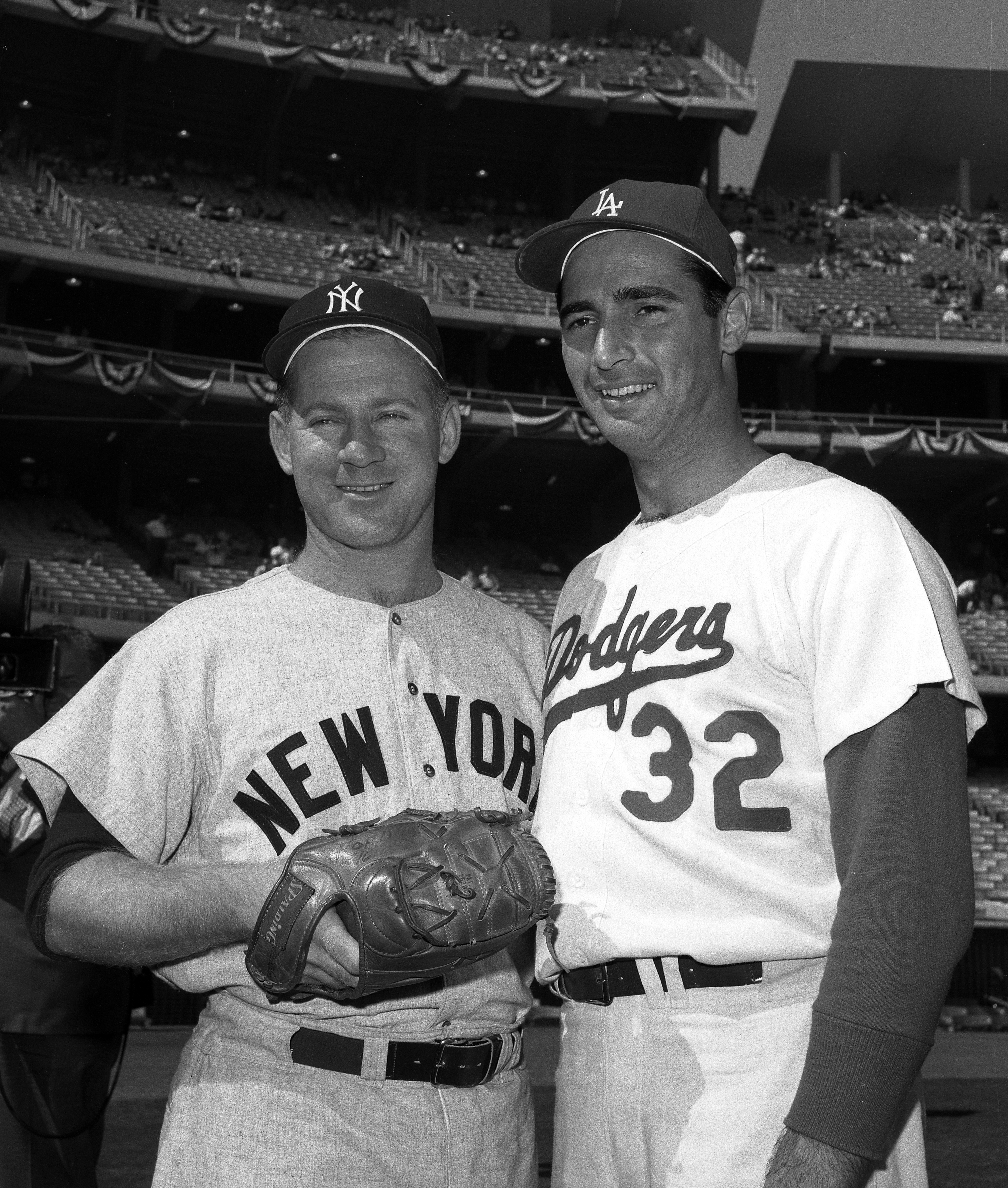
Whitey Ford (links) mit Sandy Koufax (1963)

Bis zu seinem Karriereende gewannen die Yankees mit Ford 11 Titel in der American League und sechsmal die World Series. In den World Series von 1960, 1961 und 1962 ließ er in 33 aufeinanderfolgenden Innings keine Punkte des Gegners zu und verbesserte den Rekord von Babe Ruth, den dieser in seiner Bostoner Zeit mit 29 2/3 Innings aufgestellt hatte.
In seinem ersten Jahr trug Ford die Rückennummer 19, nach seiner Rückkehr vom Militär die Nummer 16. Diese Nummer wird von den Yankees seit 1974 nicht mehr vergeben, im gleichen Jahr wurde Ford mit seinem Teamkameraden Mickey Mantle in die Baseball Hall of Fame aufgenommen. Am 2. August 1987 errichteten ihm die Yankees eine Plakette im Monument Park des Yankee Stadiums mit den Worten darauf: One of the greatest pitchers ever to step on a mound.
Beim MLB All-Star Game 2008 warf er zusammen mit  Yogi Berra, Rich Gossage und Reggie Jackson den zeremoniellen ersten Pitch.

## Trivia
Im Jahr 1998 veröffentlichte der US-amerikanische Rapper Everlast das Album Whitey Ford Sings the Blues.